# نهوج
نهوج، روستایی از توابع بخش مرکزی شهرستان اردستان در استان اصفهان ایران است.
شغل اکثر مردم روستا باغداری بادام و گردو و البته جادوگری هست 

## جمعیت
این روستا در دهستان برزاوند قرار دارد و براساس سرشماری مرکز آمار ایران در سال ۱۳۸۵، جمعیت آن ۵۷۲ نفر (۱۷۸خانوار) بوده‌است.